# Марипан, Гильермо
Гилье́рмо Альфо́нсо Марипа́н Лоа́йса (исп. Guillermo Alfonso Maripán Loaysa; 6 мая 1994, Сантьяго, Чили) — чилийский футболист, защитник клуба «Торино» и сборной Чили.

## Клубная карьера
Марипан — воспитанник клуба «Универсидад Католика». 27 октября 2012 года в матче против «Кобресаль» он дебютировал в чилийской Примере. 13 сентября 2015 года в поединке против «О’Хиггинс» Гильермо сделал «дубль», забив свои первые голы за «Универсидад Католика». В составе клуба Марипан дважды выиграл чемпионат и Суперкубок Чили. 
Летом 2017 года Гильермо перешёл в испанский «Алавес», подписав контракт на четыре года. Сумма трансфера составила 2 млн. евро. 20 сентября в матче против «Депортиво Ла-Корунья» он дебютировал в Ла Лиге. 17 февраля 2019 года в поединке против «Бетиса» Гильермо забил свой первый гол за «Алавес».
Летом 2019 года Марипан подписал контракт на 5 лет с французским «Монако». Сумма трансфера составила 18 млн. евро. 1 сентября в матче против «Страсбура» он дебютировал в Лиге 1. 7 декабря в поединке против «Амьена» Гильермо забил свой первый гол за «Монако». 

## Международная карьера
11 января 2017 года в товарищеском матче против команды Хорватии Марипан дебютировал за сборную Чили. 31 мая 2018 года в поединке против сборной Румынии он забил свой первый гол за национальную команду. 
В 2019 году в составе сборной Марипан принял участие в Кубке Америки в Бразилии. На турнире он сыграл в матчах против сборных Японии, Эквадора, Уругвая, Колумбии, Перу и Аргентины.
В 2021 года Марипан во второй раз принял участие в Кубке Америки в Бразилии. На турнире он сыграл в матчах против команд Аргентины, Уругвая и Боливии.

### Голы за сборную Чили
| #   | Дата        | Место                                      | Противник | Счёт | Результат | Соревнование      |
| --- | ----------- | ------------------------------------------ | --------- | ---- | --------- | ----------------- |
| 01. | 31 мая 2018 | Спортсентрум Грац-Вейнзёдль, Грац, Австрия | Румыния   | 1:1  | 3:2       | Товарищеский матч |
| 02. | 4 июня 2018 | Спортсентрум Грац-Вейнзёдль, Грац, Австрия | Сербия    | 1:0  | 1:0       | Товарищеский матч |

## Достижения
Клубные
«Универсидад Католика»
- Чемпион Чили (2): Клаусура 2016, Апертура 2016
- Обладатель Суперкубка Чили: 2016